# Genesis G70
La Genesis G70 (coréen : 제네시스G70 ; romanisation révisée : Jenesiseu G70) est une voiture de luxe produite par le constructeur automobile sud-coréen Genesis à partir de 2018.

## Présentation
La Genesis G70 est présentée le 15 septembre 2017 pour une commercialisation début 2018.

Genesis G70 phase 1
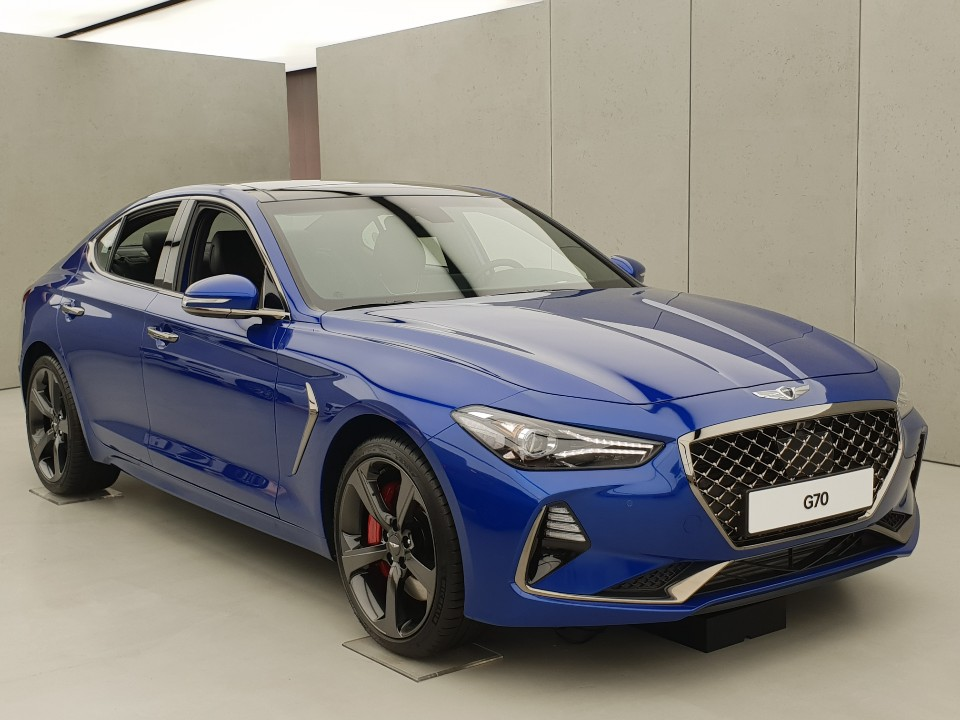
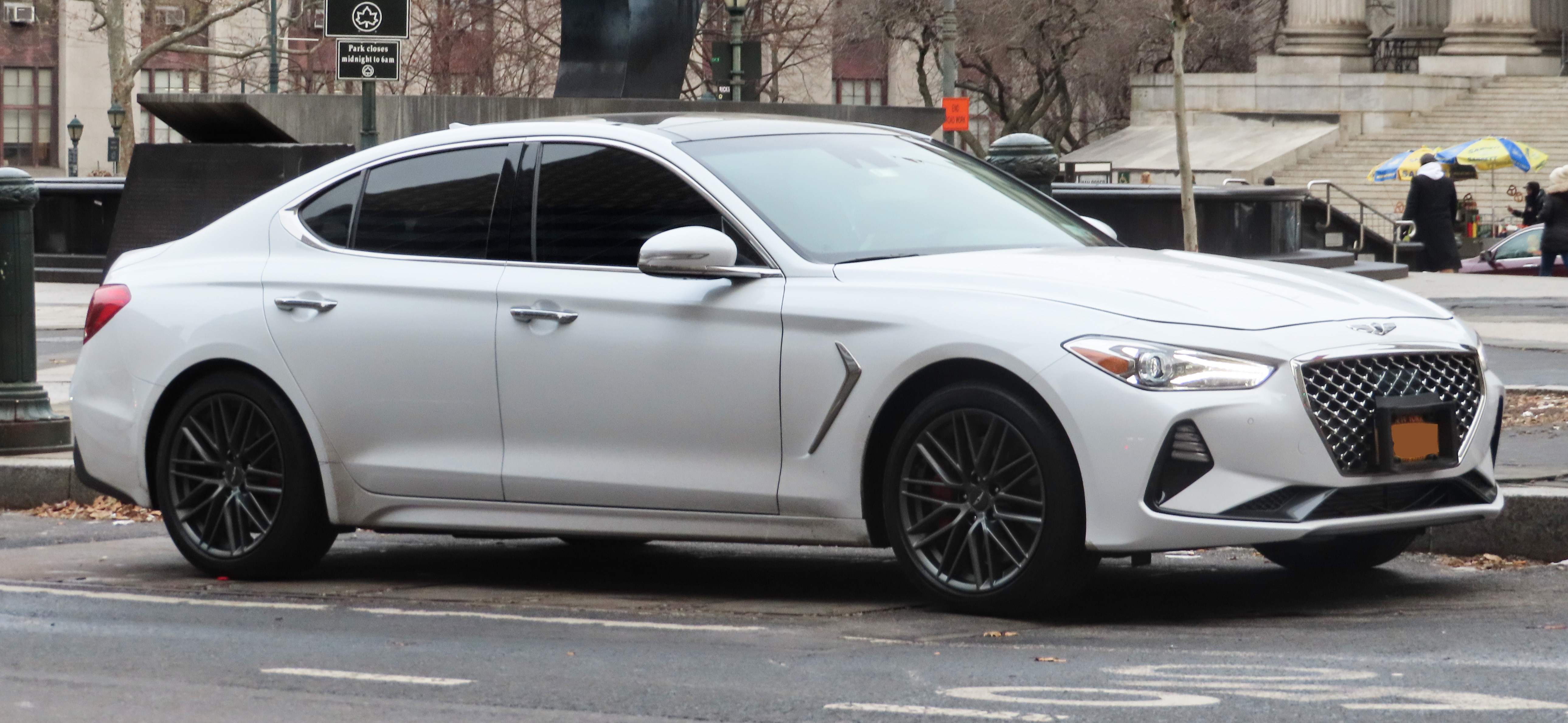
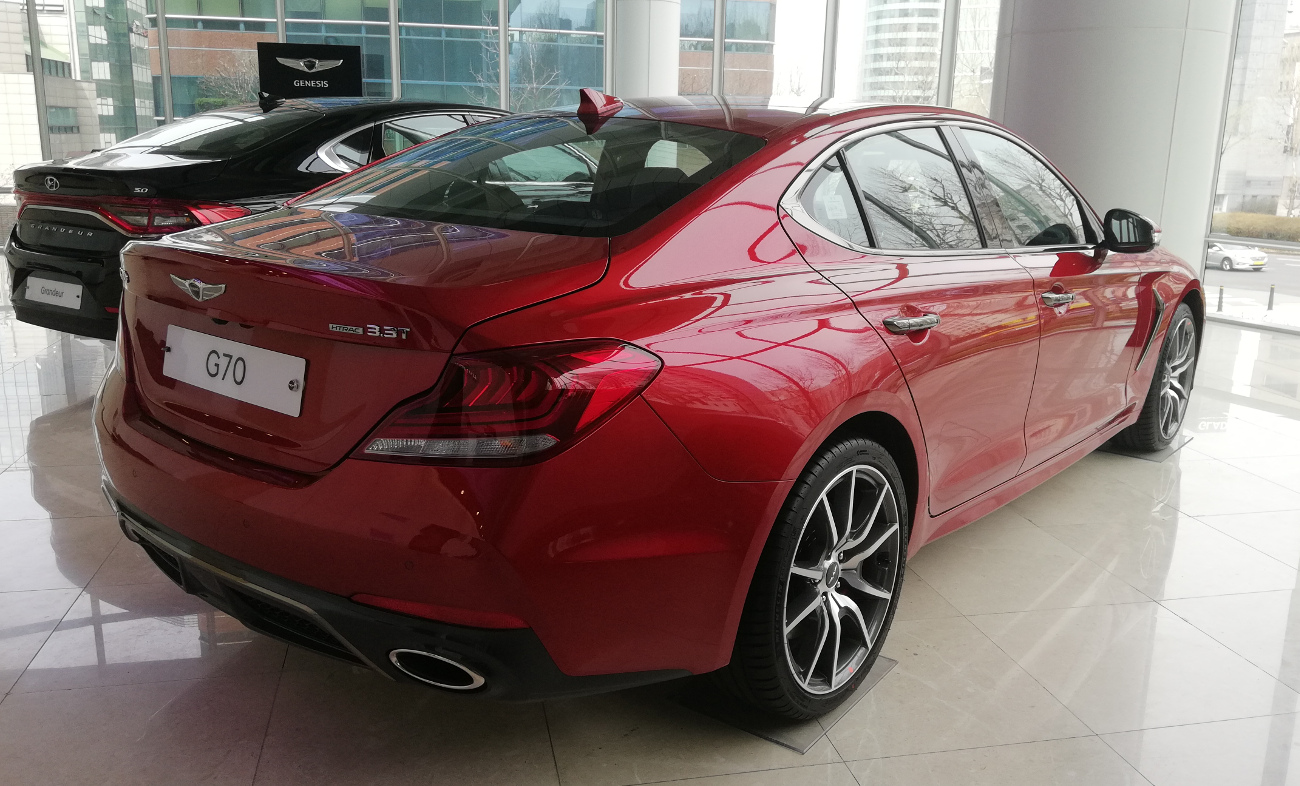

### Phase 2
La Genesis G70 restylée est dévoilée en Corée en octobre 2020. Elle est commercialisée fin 2020 sur son marché local, puis en Europe en 2021.

Genesis G70 Phase 2
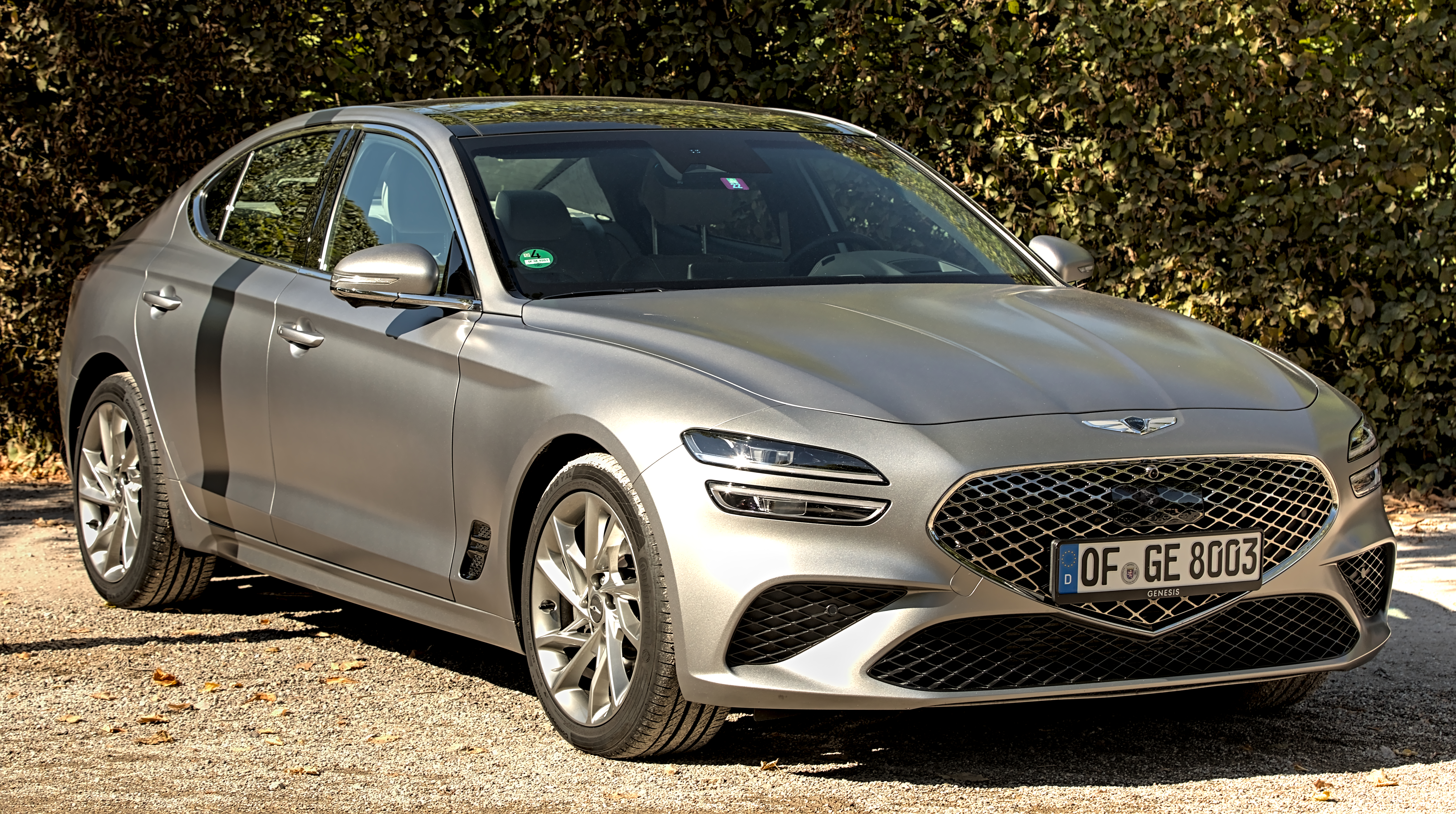
Phase 2, Front
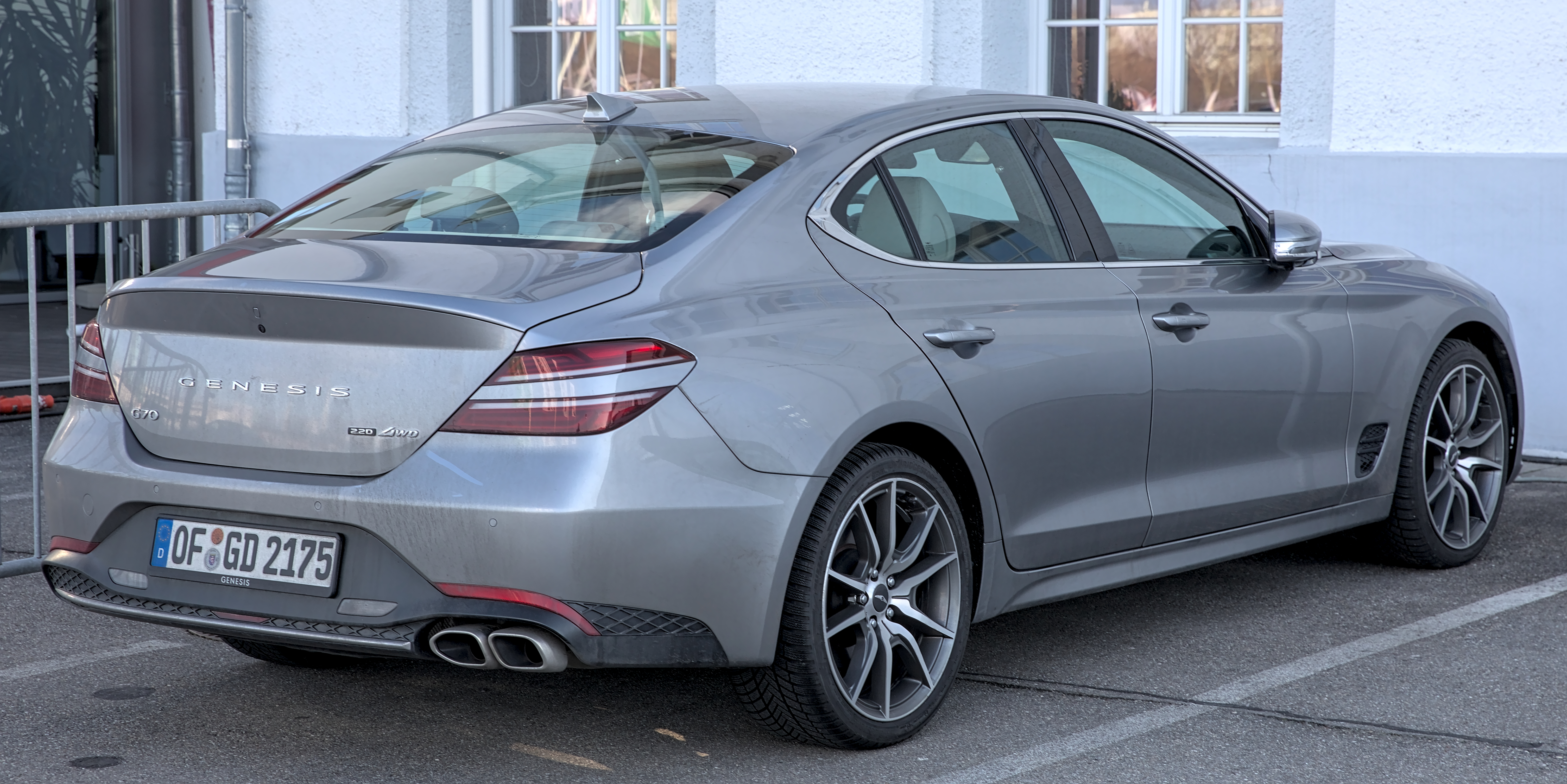
Phase 2, Rear

### Shooting Brake

Genesis G70 Shooting Brake
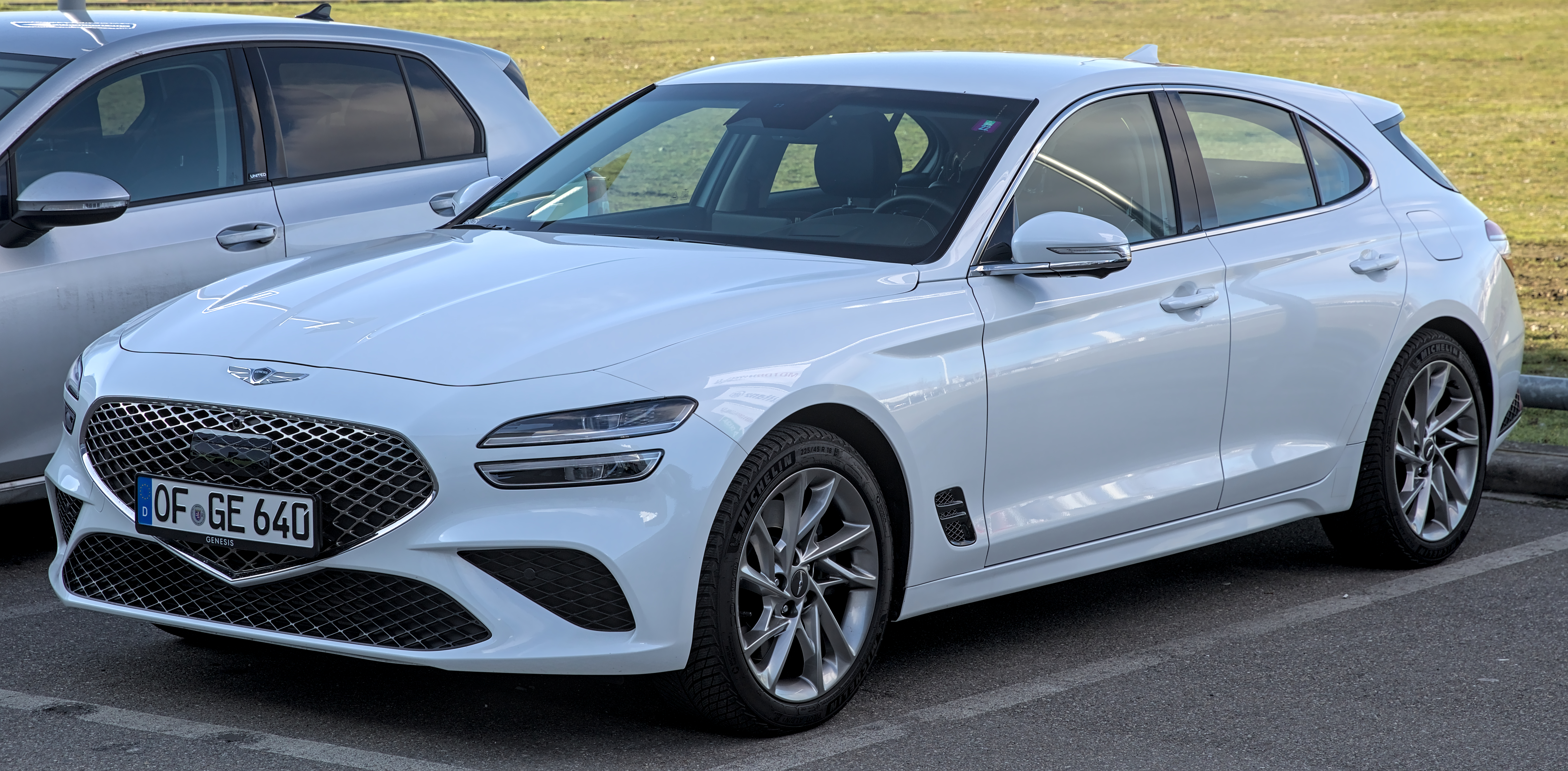
Shooting Brake, Front
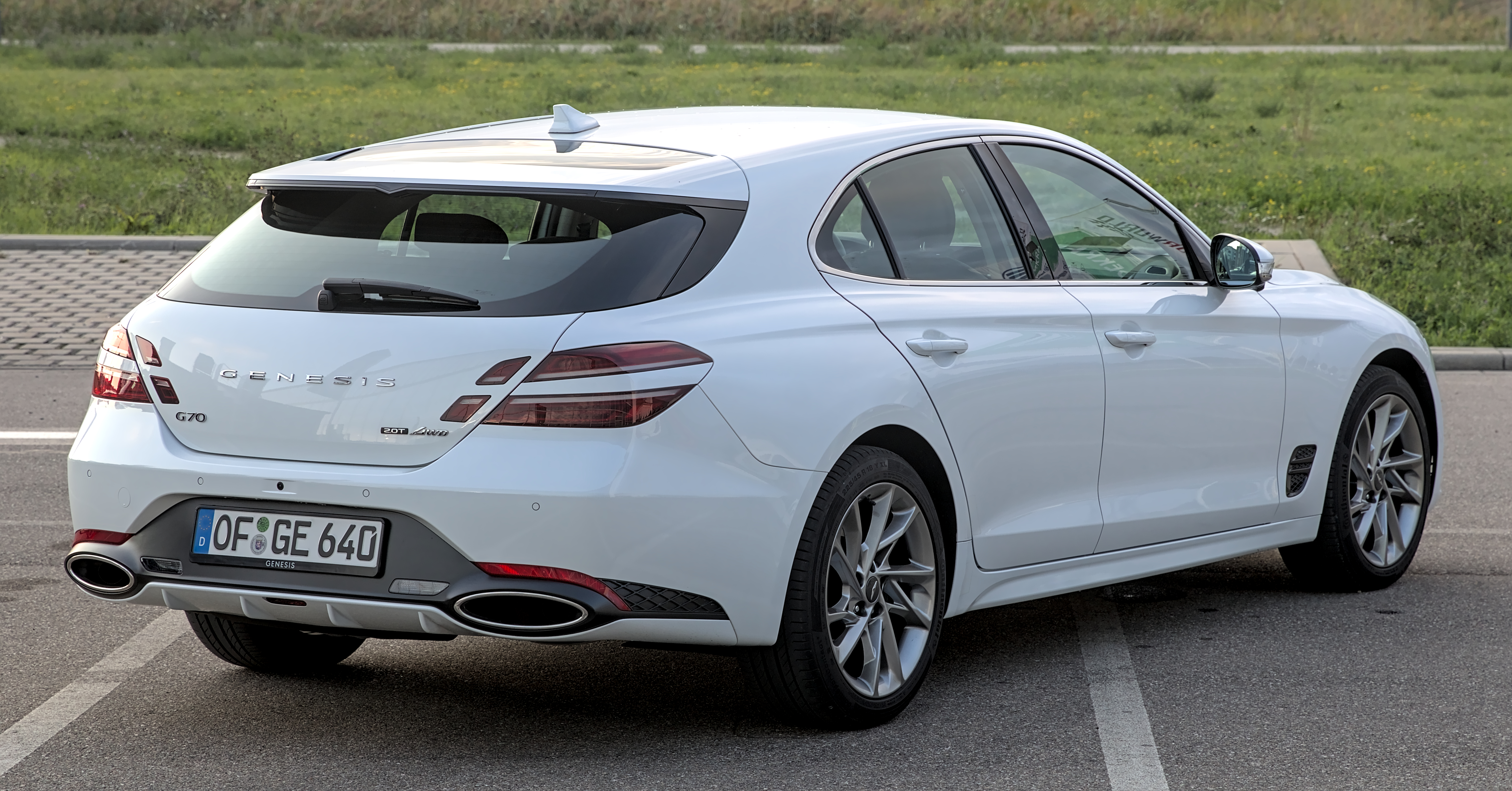
Shooting Brake, Rear

## Caractéristiques techniques
La G70 reprend la plateforme de la Kia Stinger ainsi que son moteur V6 3.3 Turbo de 365 ch.

### Motorisations
| Logo de Genesis            | Genesis G70              | Genesis G70              |
| Logo de Genesis            | 2.0T 8AT AWD             | 2.2D 8AT AWD             |
| -------------------------- | ------------------------ | ------------------------ |
| Moteur                     | 4-cylindres essence      | 4-cylindres diesel       |
| Admission                  | Turbocompressé           | Turbocompressé           |
| Cylindrée (cm3)            |                          | 2151                     |
| Puissance maximale ch (kW) | 245 (180)                | 200 (147)                |
| au régime de : (tr/min)    | 6200                     | 3800                     |
| Couple maximal (N m)       | 353                      | 440                      |
| au régime de : (tr/min)    | 3500                     | 2750                     |
| Boîte de vitesses          | Automatique à 8 rapports | Automatique à 8 rapports |
| Transmission               | Intégrale                | Intégrale                |
| Vitesse maximale (km/h)    |                          |                          |
| 0-100 km/h (s)             |                          |                          |
| Consommation (L/100 km)    | 9,6                      | 7,4                      |
| Émissions de CO2 (g/km)    | 217                      | 204                      |
| Masse à vide (kg)          |                          |                          |
| Capacité du réservoir (L)  | 60                       | 60                       |
| Norme environnementale     | Euro 6d-Temp             | Euro 6d-Temp             |

## Finitions

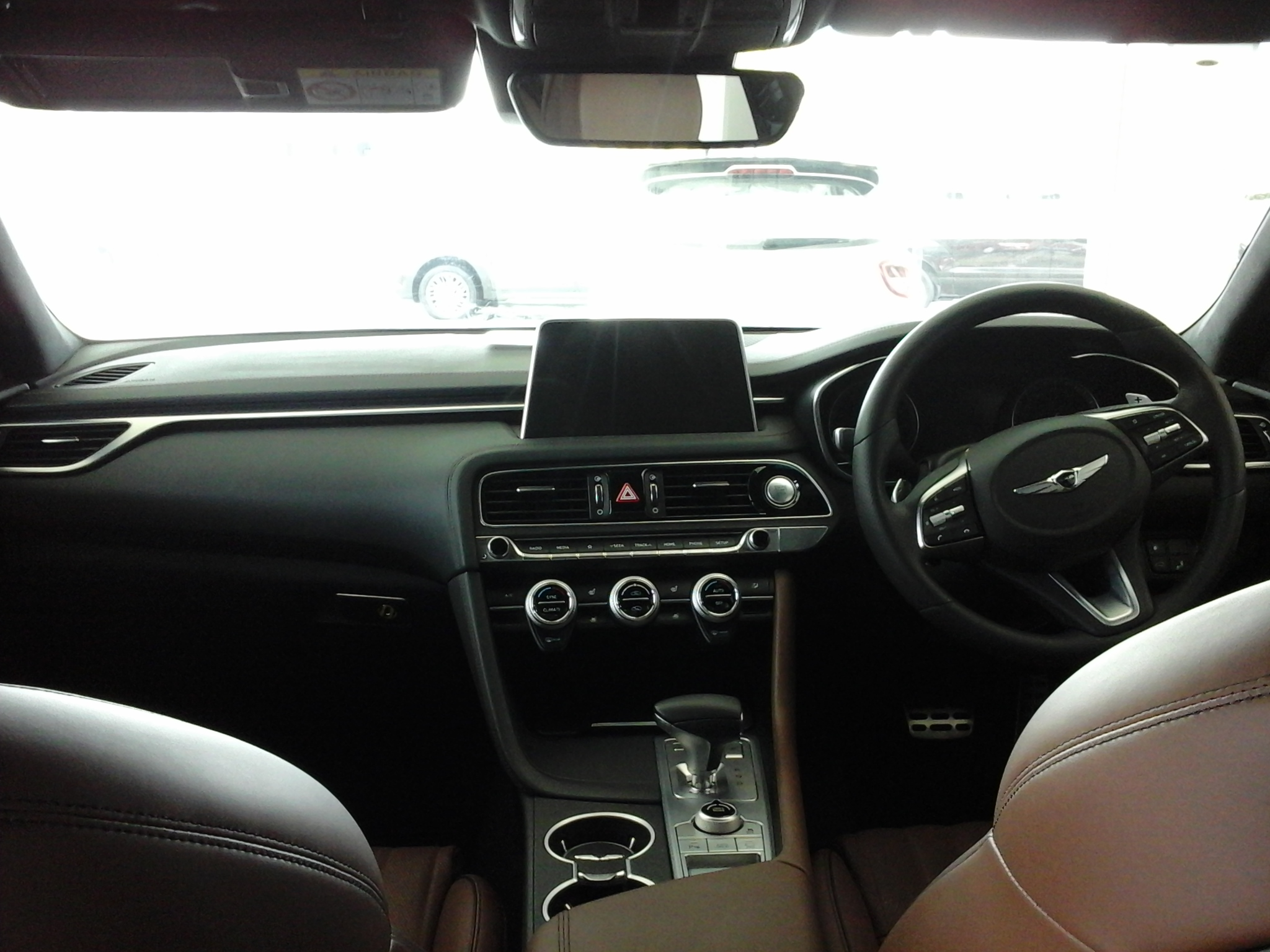
Planche de bord

- Design
- Sport